# Xá bấu
Xá bấu (tiếng Trung: 菜泡; Việt bính: coi3 paau3) (củ cải muối) là món củ cải ướp gia vị (chủ yếu là muối, có thể có thêm đường), xá bấu thành phẩm se khô, dẻo. Đây là món ăn có nguồn gốc từ người Tiều (Triều Châu), rất phổ biến ở các địa phương có đông người gốc Hoa sinh sống và phụ cận, đặc biệt là Bạc Liêu, Sóc Trăng.

## Từ nguyên và nguồn gốc
Xá bấu là món ăn có nguồn gốc từ cộng đồng người Tiều (Triều Châu) mang theo khi di cư lập nghiệp ở vùng Nam Bộ Việt Nam. Xá bấu là tên gọi được đọc chệch từ "chái pấu", trong tiếng Tiều có nghĩa là củ cải muối.

## Chế biến
Cách làm xá bấu có thể có khác biệt đôi chút, nhưng thông thường chọn loại củ cải vừa phải, phơi cho se vỏ rồi ướp muối vài ngày, trong khi ướp muối, củ cải ngấm muối, ra nước và săn lại. Sau đó lấy củ cải ra phơi cho khô Trong quá trình phơi tránh để củ cải dính mưa sẽ bị ôi, mốc. Khi củ cải còn ẩm, nhưng cầm lên thấy dẻo, dai thì đem trộn với đường trắng ủ vài ngày cho củ cải ngấm. Có người không ướp thêm đường mà chỉ dừng ở giai đoạn ướp muối rồi phơi.
Sá bấu thành phẩm có vị mặn, màu nâu sẫm, bề mặt se khô và dẻo, dai, có thể bảo quản được lâu.

## Sử dụng
Xá bấu là món ăn tiện lợi, được sử dụng phổ biến, chế biến thành nhiều món ăn. Khi dùng chỉ cần đem xá bấu đã muối rửa để làm sạch và loại bỏ bớt vị mặn, thái sợi hoặc thái miếng vừa ăn để chế biến thành nhiều món ăn như xá bấu xào xả ớt, xào thịt, chưng trứng, nấu canh.